# Moyenne au bâton
Cet article concerne le baseball. Pour le cricket, voir Moyenne à la batte (cricket).

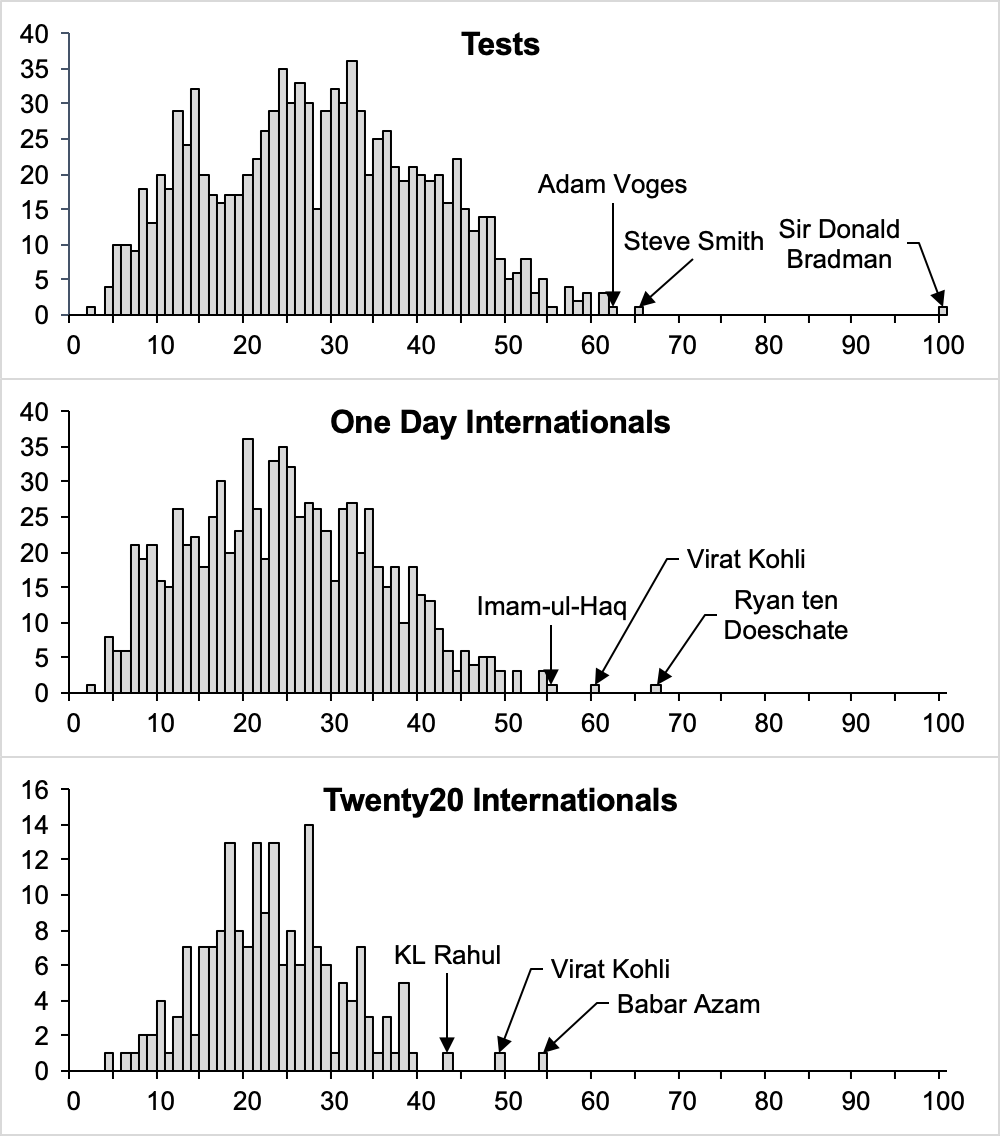
Graphique de la moyenne au bâton de certains frappeurs connus.

La moyenne au bâton  (ou moyenne à la batte, en anglais : batting average, abrégé AVG ) est une statistique pour évaluer les frappeurs de baseball.

## Baseball
La moyenne est calculée en divisant le nombre de coups sûrs par le nombre de présences au bâton. La formule se présente comme suit : 
{\displaystyle \mathrm {Moyenne~au~b{\hat {a}}ton} ={\frac {\mathrm {Coups~s{\hat {u}}rs} }{\mathrm {Pr{\acute {e}}sences~au~b{\hat {a}}ton} }}}

### Signification
La moyenne au bâton indique le nombre de fois qu'un frappeur atteint les buts avec un coup sûr. Elle est écrite en anglais avec un point (.301) mais en français avec une virgule (,301). La moyenne des Ligues majeures s'élève à ,253 en 2013 pour tous les frappeurs de toutes les équipes. Cette moyenne de la ligue, qui a varié selon les époques, est en constante régression depuis 2006 et a perdu environ 15 millièmes de point (,015) au cours des 20 dernières années. Elle a déjà été aussi basse que ,237 en 1968, saison surnommée « l'Année du lanceur », et était supérieure à ,290 dans les années 1920. 
Une moyenne supérieure à ,300 est considérée comme excellente. 
Historiquement les moyennes ont baissé, et ce bien avant la régression observée au début du XXIe siècle : des moyennes en carrière supérieures à ,330 sont relativement communes pour les joueurs ayant évolué avant 1940. Des 24 joueurs ayant une moyenne supérieure en carrière à ,330, 22 ont joué leur premier match avant cette date. Depuis 1940, la meilleure moyenne est détenue par Ted Williams qui fut également le dernier joueur ayant dépassé ,400 en une saison (,406 en 1941). La meilleure moyenne depuis 1960 est détenue par Tony Gwynn (,338 de 1982 à 2001. Ty Cobb tient le record pour la moyenne au bâton en carrière : ,367 entre 1905 et 1928. Le joueur s'étant classé annuellement premier pour la moyenne au bâton dans la Ligue nationale et la Ligue américaine remporte le championnat des frappeurs, mais pour s'y qualifier il doit avoir 3,1 passages au bâton par match, en moyenne, soit 502 passages au bâton en une saison de 162 parties. La pire moyenne pour les joueurs comptant ce minimum d'apparitions est ,170 par Bill Bergen (1901-1911). Une moyenne au bâton annuelle inférieure à ,200 est considérée particulièrement médiocre et on y réfère parfois en disant que le joueur frappe sous la ligne de Mendoza.

### Classement des meilleures moyennes en carrière
Un minimum de 3 000 présences au bâton officielles :
| Position | Joueur               | Moyenne | Équipes | Années                          |
| 1        | Ty Cobb              | ,367    | Tigers de Détroit, Athletics de Philadelphie | 1905-1928                       |
| 2        | Rogers Hornsby       | ,358    | Cardinals de Saint-Louis, Giants de New York, Braves de Boston, Cubs de Chicago, Browns de Saint-Louis | 1915-1937                       |
| 3        | Shoeless Joe Jackson | ,355    | Athletics de Philadelphie, Naps de Cleveland, Indians de Cleveland, White Sox de Chicago | 1908-1920                       |
| 4        | Lefty O'Doul         | ,349    | Yankees de New York, Red Sox de Boston, Giants de New York, Phillies de Philadelphie, Robins de Brooklyn, Dodgers de Brooklyn                                                                                                 | 1919-1920, 1922-1923, 1928-1934 |
| 5        | Ed Delahanty         | ,345    | Phillies de Philadelphie, Infants de Cleveland, Senators de Washington | 1888-1903                       |
| 6        | Tris Speaker         | ,344    | Americans de Boston, Red Sox de Boston, Indians de Cleveland, Senators de Washington, Athletics de Philadelphie | 1907-1928                       |
| 7        | Billy Hamilton       | ,344    | Cowboys de Kansas City (AA), Phillies de Philadelphie, Beaneaters de Boston | 1888-1901                       |
| 7        | Ted Williams         | ,344    | Red Sox de Boston | 1939-1941, 1946-1960            |
| 9        | Dan Brouthers        | ,342    | Trojans de Troy, Bisons de Buffalo, Wolverines de Détroit, Beaneaters de Boston, Reds de Boston, Grooms de Brooklyn, Orioles de Baltimore (XIXe siècle), Colonels de Louisville, Phillies de Philadelphie, Giants de New York | 1879-1896, 1904                 |
| 9        | Babe Ruth            | ,342    | Red Sox de Boston, Yankees de New York, Braves de Boston | 1914-1935                       |

### Joueurs en activité
Un minimum de 3 000 présences au bâton officielles, après la saison 2019 :
| Position | Joueur           | Moyenne | Équipes                                                    | Années      |
| 1        | Miguel Cabrera   | ,3146   | Marlins de la Floride, Tigers de Détroit                   | Depuis 2003 |
| 2        | José Altuve      | ,3145   | Astros de Houston                                          | Depuis 2011 |
| 3        | Joey Votto       | ,307    | Reds de Cincinnati                                         | Depuis 2007 |
| 4        | Mike Trout       | ,305    | Angels de Los Angeles                                      | Depuis 2011 |
| 5        | Charlie Blackmon | ,304    | Rockies du Colorado                                        | Depuis 2011 |
| 6        | Robinson Canó    | ,3023   | Yankees de New York, Mariners de Seattle, Mets de New York | Depuis 2005 |
| 7        | DJ LeMahieu      | ,3022   | Cubs de Chicago, Rockies du Colorado, Yankees de New York  | Depuis 2011 |
| 8        | Buster Posey     | ,3016   | Giants de San Francisco                                    | Depuis 2009 |
| 9        | Christian Yelich | ,30133  | Marlins de Miami, Brewers de Milwaukee                     | Depuis 2013 |
| 10       | Mookie Betts     | ,30128  | Red Sox de Boston                                          | Depuis 2014 |